# إبراهيم شريف الريس
إبراهيم شريف الريس (ولد في 15 ديسمبر 1957 في الحد، البحرين) مصرفي بحريني.

## النشأة والتعليم
ولد إبراهيم في 15 ديسمبر 1957 في البحرين.
حاصل على شهادة البكالوريوس في المحاسبة من جامعة بيروت العربية. حاصل على الشهادة المهنية في التأمين من المعهد البريطاني للتأمين.
حضر الكثير من الدورات التدريبية في مجال التأمين أهمها: الدورة المتقدمة في التأمين البحري في العراق (1986) الدورة العملية في التأمين البحري في لندن والدنمارك (1987).

## المسيرة المهنية
عمل محاسبا في وزارة الإعلام في 1977 وتحديدا رواتب الموظفين وبقي نحو عام ونصف ثم التحقت بوالده وإخوانه في التجارة العائلية. كان يدير أحد المحلات العائلية ولكن لم يعجبه العمل في التجارة رغم أنها تكسب الشخص خبرة مختلفة وتواصل دائما مع الناس إلا أنه أحس أنها متعبة إذ يكون الشخص مشغولا طوال اليوم. ولكنه ظل شريك مع إخوانه حتى اليوم.
بدأ العمل في الشركة البحرينية الكويتية للتأمين في يناير 1984 وتقلد عدة مناصب ويشغل حاليا وظيفة الرئيس التنفيذي للشركة.
في 24 مايو 2017 انتخب إبراهيم رئيس اللجنة الفنية في الصندوق العربي لتأمين أخطار الحرب والذي يتخذ من البحرين مقرا له.
في 12 سبتمبر 2021 انتخب رئيساً لمجلس إدارة شركة التكافل الدولية للتأمين.